# Zwerfkat

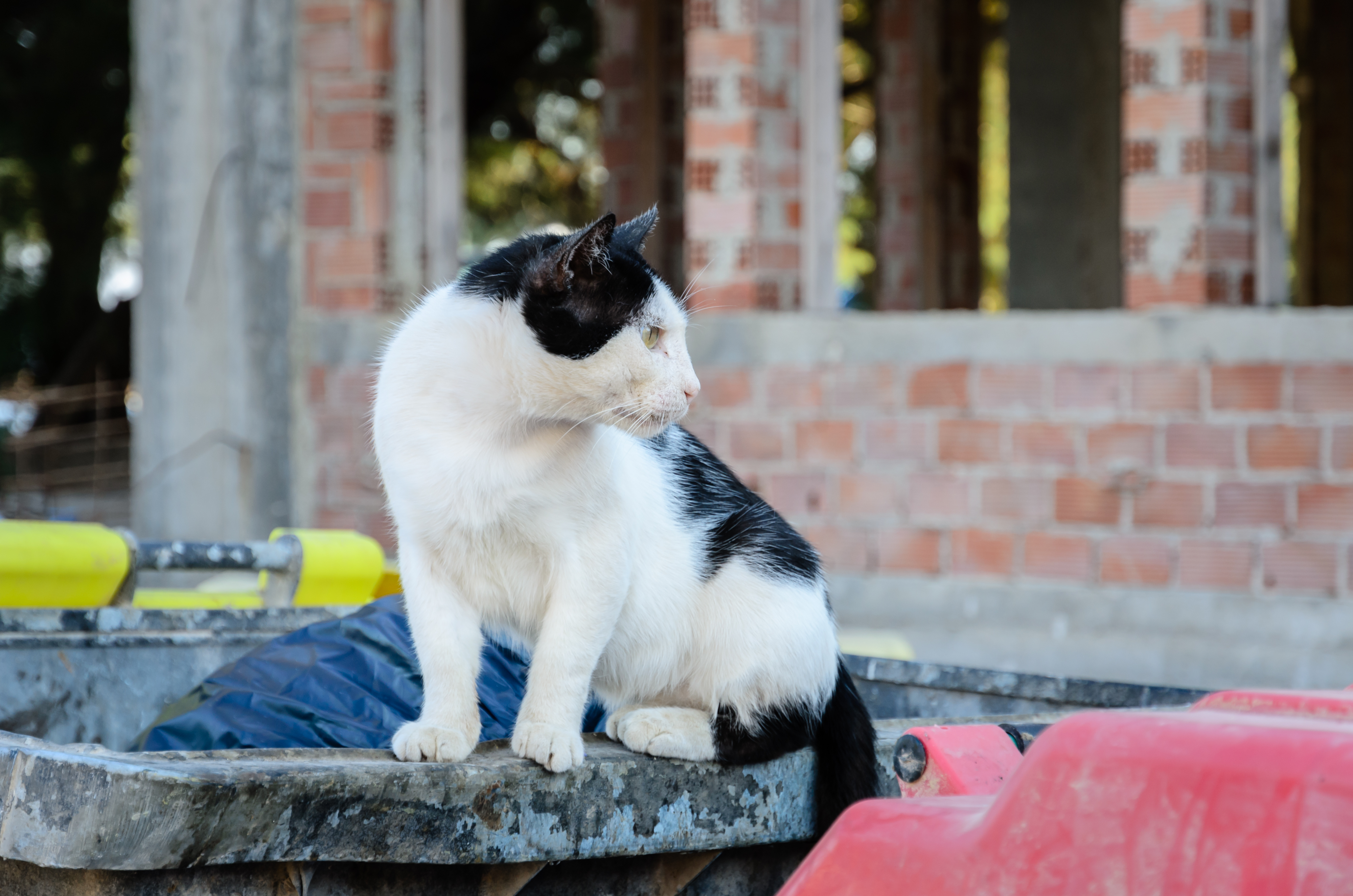
Zwerfkat

Een zwerfkat (ook wel straatkat) is een kat die, door welke oorzaak dan ook, 'op straat' terecht is gekomen, oftewel geen vast huis heeft - dit ter onderscheiding van de huiskat die als huisdier geldt en verzorging door mensen geniet en een eigenaar en vaste verblijfplaats heeft. Een huiskat kan een zwerfkat worden doordat de eigenaar het dier ergens heeft achtergelaten; of doordat de kat zelf is weggelopen en daarna de weg terug naar huis niet meer kon vinden, of doordat deze geboren wordt in een nest van een moederkat in die situatie.
Er zijn drie soorten zwerfkatten: de sociale zwerfkat, de verwilderde zwerfkat en de wilde zwerfkat (niet te verwarren met de soort wilde kat).
De sociale zwerfkat is tam en nog maar net op straat beland. Dit type zwerfkat wordt in het asielcircuit opgevangen. Nadat deze sociale zwerfkat twee weken in het asiel heeft gezeten, mag de zwerfkat herplaatst worden. Zodra een zwerfkat door een dierenambulance of asiel wordt opgehaald, wordt de kat gecontroleerd op chip. Als de kat gechipt en geregistreerd is met een actueel adres, kan er contact worden opgenomen met de eigenaar.
De verwilderde zwerfkat leeft al langer op straat, maar komt oorspronkelijk wel uit een huiselijke situatie. Deze kat is gesocialiseerd op mensen, maar omdat hij al langer op straat leeft en voor zijn eigen kostje moet zorgen, is de kat wat meer op afstand gekomen met de mens. Vaak is deze kat behoedzaam geworden omdat mensen hem niet altijd vriendelijk benaderen. De verwilderde zwerfkat is in enige mate te resocialiseren.
Als de verwilderde zwerfkat niet geneutraliseerd (gesteriliseerd of gecastreerd) is, worden nesten kittens geboren. Als de kittens niet op tijd zijn ingeprent op mensen in hun socialisatieperiode, ontstaan wilde zwerfkatten. Wilde zwerfkittens kunnen gevangen worden en gesocialiseerd worden op mensen met voedsel. Door vaak kleine porties voedsel te geven, associëren de wilde zwerfkittens de mens met lekker voedsel. Dat maakt dat de kittens stukje bij beetje gesocialiseerd worden en als thuiskat geplaatst kunnen worden. Bij volwassen wilde zwerfkatten is socialisatie zeer zelden succesvol, zij blijven angstig en agressief bij mensen. De meeste dierenartsen raden zulke pogingen af omdat het welzijn van het dier er niet bij gebaat is.

## Problematiek rond zwerfkatten

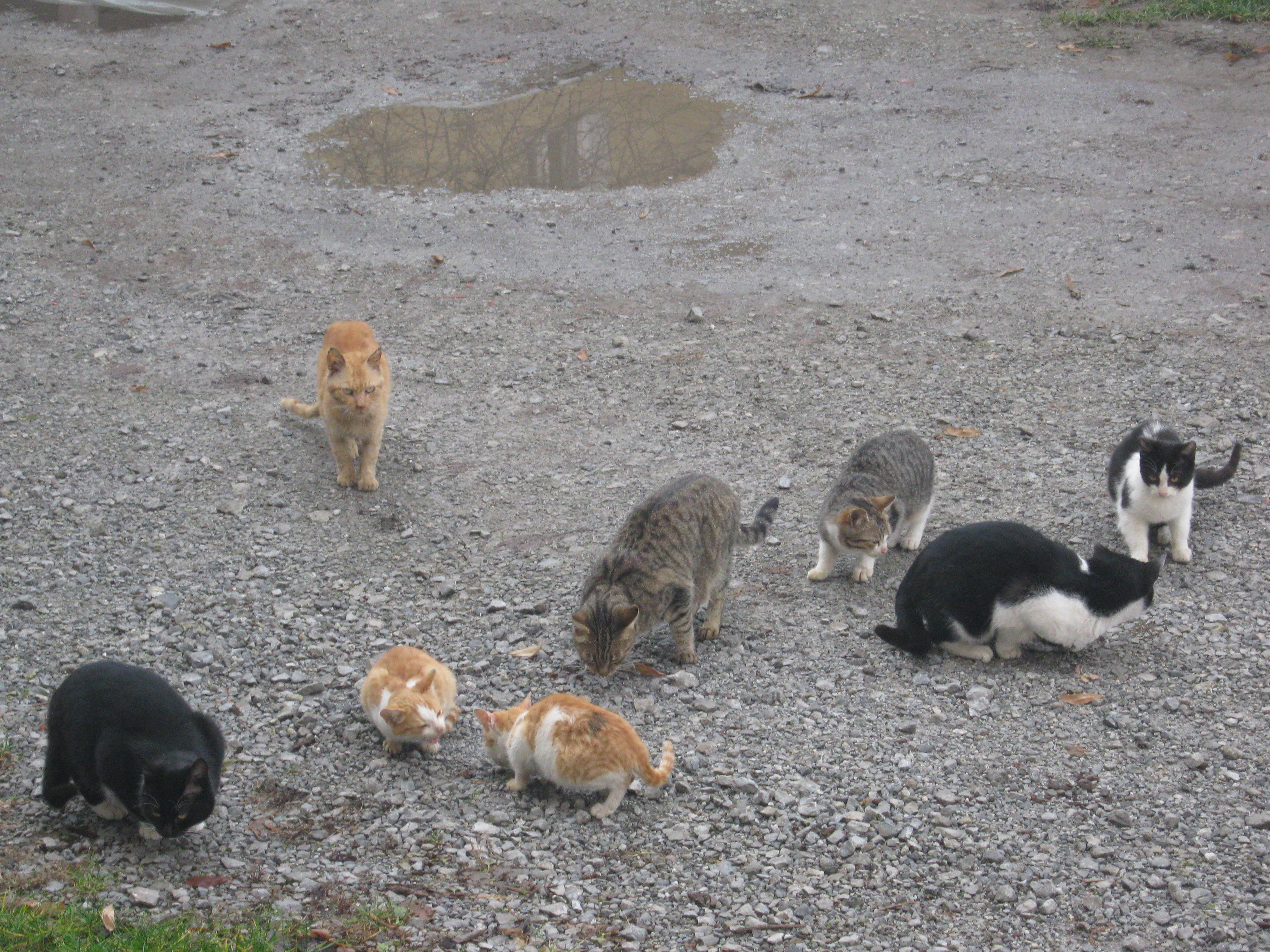
Een groep zwerfkatten in Servië.

Zwerfkatten kunnen zich onder normale omstandigheden in hoog tempo voortplanten: volgens hoogleraar veterinaire volksgezondheid Frans van Knapen van Universiteit Utrecht 'heeft een poes met een beetje pech drie nestjes per zomer'. Hierdoor ontstaan grote groepen verwilderde katten die van mensen zijn vervreemd. De praktijk is dat de meeste kittens niet de volwassen leeftijd bereiken.
Zwerfkatten kunnen via hun uitwerpselen spoelwormen en infectieziekten zoals toxoplasmose verspreiden, die ook schadelijk zijn voor mensen en andere dieren. Jonge katten zijn maar korte tijd infectieus voor mensen. De katten die het meest verantwoordelijk zijn voor verspreiding van toxoplasmose, zijn de sociale huiskatten en de minder verwilderde zwerfkatten via bijvoorbeeld de openbare zandbakken. Wilde en sterk verwilderde zwerfkatten zullen het contact met mensen mijden en zich niet zo gauw op drukkere plaatsen als zandbakken ophouden.
Volgens sommigen zouden verwilderde katten een aanzienlijke rol spelen bij predatie van vooral vogels. Zo zouden katten verantwoordelijk zijn voor het uitsterven van 63 soorten vogels, kleine zoogdieren en reptielen. Een wetenschappelijke meta-analyse van 2023 bevestigde deze trend.
In 2020 begon Staatsbosbeheer op het eiland Texel een actie tegen overlast van zwerfkatten in natuurgebieden. De verwilderde katten zouden (te veel) vogeltjes en woelmuizen doden. Texelaars kunnen hun tamme huiskatten gratis laten 
chippen en er werd een jacht op zwerfkatten ingezet middels vangkooien. Deze actie werd opgezet in samenwerking met de Stichting Zwerfkatten Nederland.

### Oplossingen
Zonder de huiskat is er geen zwerfkat. Onverantwoord eigenaarschap (achterlaten en niet neutraliseren van de huiskatten) zorgt ervoor dat er zwerfkatten ontstaan. De belangrijkste oplossing om te voorkomen dat er zwerfkatten ontstaan, is dat katteneigenaren verplicht worden om hun huiskatten te chippen en registreren. Hierdoor is het minder gemakkelijk om huiskatten achter te laten. In België is er sinds 2017 regelgeving inzake katten. De eerste cijfers wijzen uit dat deze maatregelen 30% minder aanbod van zwerfkatten in het asiel geeft. Naast deze preventieve maatregelen is het belangrijk om ook de zwerfkatten die er al zijn te helpen.
Om het aantal in te dammen, vangen dierenbeschermingsorganisaties geregeld zwerfkatten, waarna deze dieren zo nodig worden gesteriliseerd of gecastreerd en voorzien van een identificatiechip. De te hanteren methode om zwerfkattenkolonies te helpen, is TNRC: trap - neuter - return of relocate - care.
Trap houdt vangen in met vangkooien of kastvallen. Er wordt een spoor van voer vlak voor en in de vangkooi gelegd, met achter de trapplaat een grotere portie. Door de voedselgeuren loopt de zwerfkat de val in en valt de deur dicht en is de kat gevangen.
Rondom de neutralisatie wordt ook het welzijn van de zwerfkat verbeterd, door niet alleen de operatieve ingreep te doen, maar de zwerfkat ook te vaccineren en zo tegen ziektes te beschermen. De zwerfkat wordt ook ontvlooid, ontwormd en nagekeken op gezondheid. Eventuele oormijt of tandproblemen worden behandeld. Om te kunnen zien dat de kat geneutraliseerd is, wordt een klein stukje van een van de oren afgehaald (eartip). Daarnaast krijgt de kat een chip, zodat de kat vervolgd en herkend kan worden.
De C van care houdt permanent monitoren in: op vangplaatsen wordt minimaal tweemaal per jaar teruggegaan, om de kolonie zwerfkatten te controleren op nieuwe aanwas van zwerfkatten die geneutraliseerd moeten worden of op zieke katten de veterinaire zorg nodig hebben. Stichting Zwerfkatten Nederland staat structurele TNRC-projecten voor, omdat dit ervoor zorgt dat gebieden compleet worden behandeld. Ingaan op incidentele meldingen biedt geen totaaloplossing voor de kolonies zwerfkatten.
Zo mogelijk worden resocialiseerbare verwilderde zwerfkatten via een gespecialiseerde zwerfkattenopvang bij mensen herplaatst. Verwilderde katten worden weer vrijgelaten. Het doden van overtollige katten door middel van afschieten in het wild of euthanasie in overvolle dierenasielen gebeurt ook, maar vooral het eerste wordt wel als te dieronvriendelijk bevonden. Het vaccineren en ontwormen van huiskatten en zwerfkatten kan ook de verspreiding van ziektes tegengaan, vooral als dit wettelijk verplicht, landelijk georganiseerd en gesubsidieerd wordt.

## Situatie naar land

### Nederland
Anno 2016 liepen schattingen over het aantal zwerfkatten in Nederland uiteen van minimaal 135.000 tot meer dan een miljoen. De schatting loopt zover uiteen, omdat er onvoldoende onderzoek is gedaan op Nederlandse bodem. De Raad voor Dierenaangelegenheden (RDA), het belangrijkste adviesorgaan van de Nederlandse overheid inzake dieren, adviseerde in juli 2016 om de circa 2,6 miljoen Nederlandse katteneigenaars te verplichten om op eigen kosten hun huiskatten te steriliseren, castreren en chippen voor het geval ze zwerfkatten worden. Staatssecretaris Economische Zaken Martijn van Dam nam de kwestie serieus, maar nam het RDA-voorstel niet aan.
Over de R van return of relocate is de meeste discussie. Stichting Zwerfkatten Nederland is de landelijke belangenbehartiger voor alle zwerfkattenorganisaties en zwerfkatten van Nederland. Om goed samen te werken met faunaorganisaties en zo veel meer te bereiken voor de katten, hanteert Stichting Zwerfkatten Nederland de r van return als het kan en de r van relocate als het moet. In Natura 2000 gebieden, geschikte weidevogelgebieden, stiltegebieden en andere natuurterreinen wordt de zwerfkat niet teruggezet, maar herplaatst op een voor de zwerfkat geschikte alternatieve plek.
Tot 2013 mocht er in zeven provincies op zwerfkatten worden gejaagd, onder meer om te voorkomen dat zij beschermde weidevogels opeten, maar de Tweede Kamer nam een motie van de PvdD aan die het kabinet opriep tot een landelijk verbod op het afschieten van katten. In oktober 2015 wees de PvdD erop dat er in Friesland, Overijssel en Utrecht nog steeds geen verbod van kracht was en eiste dat de regering de motie geheel zou toepassen. Jaarlijks werden er tussen de 8.000 en 13.500 katten doodgeschoten. In februari 2019 mag er alleen nog in de provincie Utrecht en Friesland gejaagd worden. Alleen in de provincie Utrecht telt de Faunabeheereenheid (FBE). In 2017 zijn 505 wilde zwerfkatten geteld en 271 zwerfkatten afgeschoten. In Friesland wordt niet geteld, maar zijn er in 2017 in de hele provincie 345 wilde zwerfkatten afgeschoten. De publieke opinie heeft via de Peiling van het NH-nieuws bij ruim 46.000 stemmen aangegeven in ruim 72% tegen afschot van verwilderde/wilde zwerfkatten te zijn. Meldingen van gedode huiskatten van eigenaren komen voor en leiden tot heftige protesten.

### Verenigd Koninkrijk
In het Verenigd Koninkrijk zouden elk jaar 55 miljoen vogels worden gedood door katten. Ook veel kleine zoogdieren zijn het slachtoffer. Een Britse non-profitorganisatie voor katten is echter tegen het afschieten van katten en beweert dat er veel verschillende redenen naast zwerfkatten zijn dat het aantal vogels en kleine zoogdieren afgenomen is, 'zoals het verkleinen van de traditionele habitat, klimaatverandering en het gebruik van pesticiden en kunstmest'.

### Verenigde Staten
Naar schatting zijn er in de Verenigde Staten 100 miljoen poezen zonder baasje en nog eens 50 miljoen katten die wel een eigenaar hebben, maar toch vrij rondlopen.